# 宇宿貝塚
宇宿貝塚（うしゅくかいづか）は、鹿児島県奄美市笠利町宇宿にある貝塚をともなう集落の遺跡である。縄文時代晩期の竪穴建物跡や土器、石器や骨角器、中世の埋葬跡などが発見され、1986年（昭和61年）10月7日に国の史跡に指定された。縄文時代前期から中世にかけての複合遺跡となっている。貝塚のほか、石組建物跡や溝状遺構、貯蔵穴、土壙墓などからなる。

## 主な遺物
- 土器
- 石器
- 貝器
- 貝製装飾品
- 骨製装飾品
- 獣骨
- 魚骨
- 貝類
- ガラス製玉

南島起源の宇宿下層式土器と共に、九州の縄文後期の市来式土器や、種子島・屋久島・口永良部島が起源の一湊式土器が出土している。

## 宇宿貝塚史跡公園
現在、遺跡は「宇宿貝塚史跡公園」として整備されており、発掘調査の跡も見学することが可能である。